# 수소연료탱크
수소연료탱크(영어: hydrogen fuel tank)란, 수소전기차에 사용되는 수소를 저장하는 장치이다.

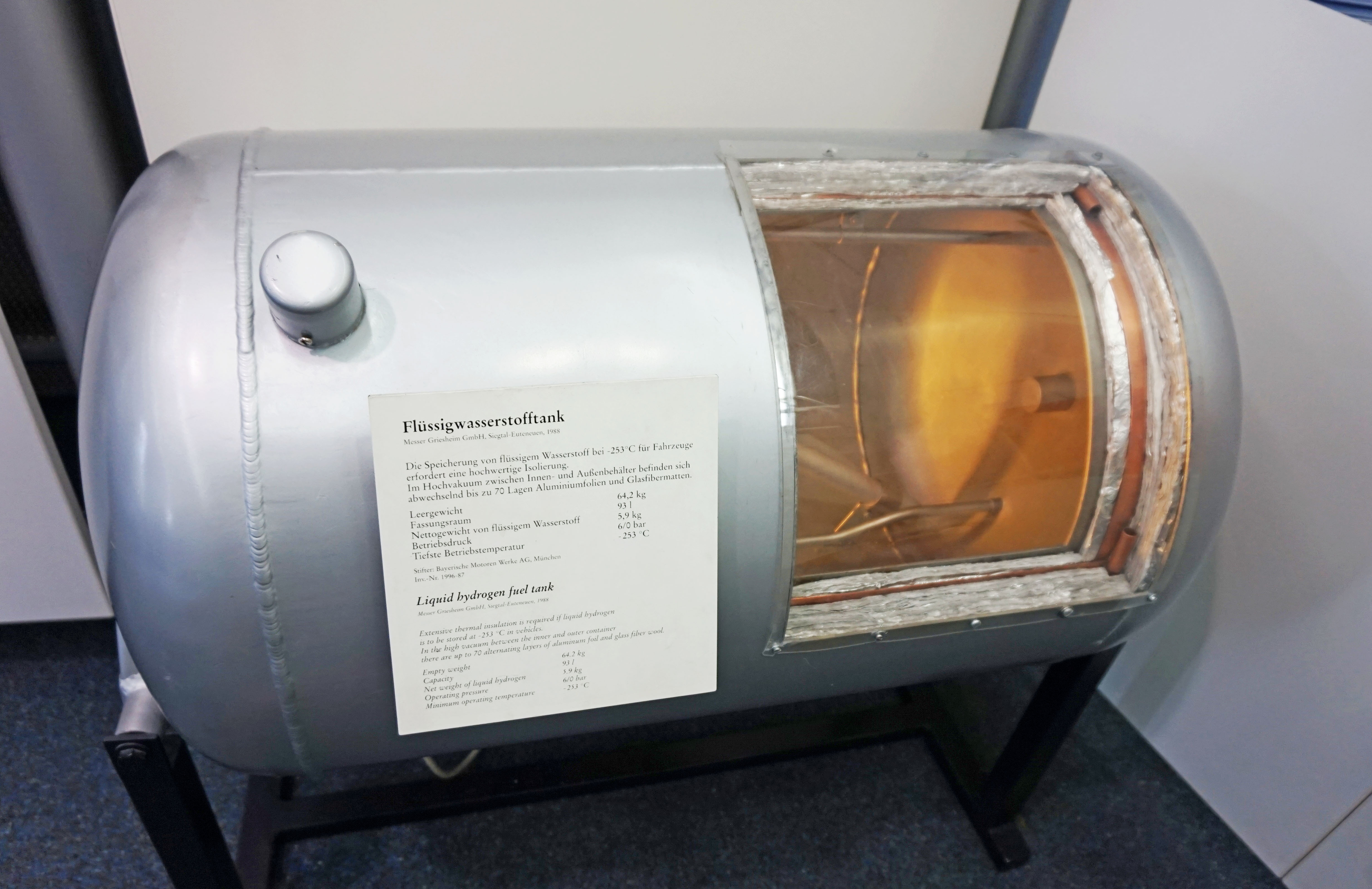
Liquid hydrogen fuel tank

## 종류 및 재질
- Type 1 - 금속 재질(알루미늄, 스틸 등)
- Type 2 - 금속 재질(알루미늄, 스틸 등), 유리섬유 복합재료(몸통 부분만 보강)
- Type 3 - 알루미늄 라이너, 탄소섬유 복합재료(전체 보강)
- Type 4 - 비금속(고밀도 플라스틱 등) 라이너, 탄소섬유 복합재료(전체 보강)

## 관련 법규
- 최대 사용 한도 - 15년(국내), 20년(유럽)
- 충전 횟수 - 4,000회(국내), 5,000회(유럽)

## 안전
차량 주행 중 혹은 외부 물질의 충돌 등으로 배관 수소누출을 감지할 경우, 운전석 전면 디스플레이를 통해 운전자에게 경고하거나, 수소연료탱크 밸브를 차단해 수소 공급을 중지하고 수소 대량 누출에 의한 사고를 방지한다. 화재로 인해 수소연료탱크 주변 온도가 올라간다면 안전밸브를 통해 수소연료탱크 내부의 수소 가스를 대기중으로 강제 배출한다.

## 같이 보기
- 수소
- 수소 자동차
- 연료전지
- 수소 결합
- 수소 동위 원소